# Lotfi Bouchouchi
Lotfi Bouchouchi (en arabe : لطفي بوشوشي) né à Alger en 1964, est un réalisateur et producteur algérien, diplômé de l'École supérieure de cinéma de Paris. Il a fait ses débuts dans l'audiovisuel comme premier assistant du réalisateur Merzak Allouache et de l'acteur et réalisateur Mohamed Chouikh. Il a également travaillé pour le groupe de médias français TF1, la chaîne de télévision française France 24 et le réseau de télévision canadien APTN.

## Filmographie

### Coproducteur
- 2004 : Viva Laldjérie de Nadir Moknèche
- 2006 : Bled Number One de Rabah Ameur-Zaïmeche
- 2006 : Barakat ! de Djamila Sahraoui
- 2014 : El Ziara, la lune noire de Nawfel Saheb-Ettaba
- 2016 : Timgad de Fabrice Benchaouche

### Producteur
- 2010 : Le dernier Safar de Djamel Azizi
- 2014 : Rani Miyet

### Réalisateur
- 2016 : Le Puits de Lotfi Bouchouchi[2]

## Récompenses et distinctions
- Prix du meilleur réalisateur au 6e Festival du film arabe de Malmo (Suède)[3] ;
- Prix du meilleur réalisateur au 9e Festival international d'Oran du film arabe (FIOFA)[4].